# 崔慶琪
崔慶琪（英語：Francis Joseph Cui Qingqi，1964年2月—，聖名：方濟）是天主教中國籍主教及方濟會會士，且是中國天主教愛國會成員，獲得中國政府與聖座共同承認。現任漢口總教區主教（2021年-）及中國天主教主教團副主席 （2022年-）。

## 生平
崔慶琪出生於1964年2月的中國山西省襄垣。1987年至1991年間，在漢口總教區修院攻讀神哲學。1991年12月8日，在方濟會晉鐸。
2012年12月，擔任漢口總教區負責人兼主教座堂主任司鐸。2016年12月，擔任中國官方組織主教團副秘書長。
2020年9月27日，崔慶琪當選為武漢教區主教候任人。由於聖座不承認武漢教區。因此，2021年6月23日，時任教宗方濟各任命崔慶琪為漢口總教區主教。同年9月8日，天主教武汉教区在主教座堂由昆明總教區主教馬英林主禮，海門教區主教沈斌和北京教區主教李山襄禮，南昌總教區主教李穌光和長治教區主教丁令斌參禮。中國天主教主教團副秘書長楊宇神父負責宣讀教宗批准書。湖北各教区33名神父，以及修女、教友200余人参加祝圣典礼。
崔慶琪主教是中梵就主教任命權達成協議後，第六位獲教宗任命的主教。
2022年8月，崔慶琪主教被選為由中國政府控制的中國天主教主教團副主席。